# فايل سيرفر
فايل سيرفر (بالإنجليزية: Fileserve)هو موقع استضافة ومشاركة الملفات على الإنترنت.